# Morfologie (biologie)

morfologie prokaryot

Morfologie je vědní obor biologie, který se zabývá vnější stavbou organismů. Od fyziologie se tedy liší tím, že zkoumá tvar a nikoliv funkci. Vědec zkoumající morfologii se nazývá morfolog.
Dříve byla morfologie společně s fyziologií jednou z mála metod, jak klasifikovat organismy do taxonů. Dnes se však do popředí dostává molekulární biologie a genomika, která zjišťuje skutečné příbuzenské vztahy mezi organismy a jejich fylogenezi.